# Pîsarșciîna, Kremenciuk
Pîsarșciîna (în ucraineană Писарщина) este un sat în comuna Maiborodivka din raionul Kremenciuk, regiunea Poltava, Ucraina.

## Demografie
Componența lingvistică a localității Pîsarșciîna
     Ucraineană (95,67%)
     Rusă (3,46%)
     Alte limbi (0,87%)
Conform recensământului din 2001, majoritatea populației localității Pîsarșciîna era vorbitoare de ucraineană (95,67%), existând în minoritate și vorbitori de rusă (3,46%).